# Břehule africká
Břehule africká (Neophedina cincta) je největším druhem rodu břehule (Riparia). Na rozdíl od ostatních druhů rodu není koloniálně žijící. Hnízdí však rovněž v norách, cca 60–90 cm dlouhých. Je cca 15–17 cm dlouhá, shora hnědá, s bílým proužkem přes oko. Spodina těla je bílá, s hnědým páskem před hruď. Od naší břehule říční se odlišuje čtvercovitým ocasem. Většinou navíc nebývá viděna ve větších hejnech.